# Ostenfriedhof Dortmund

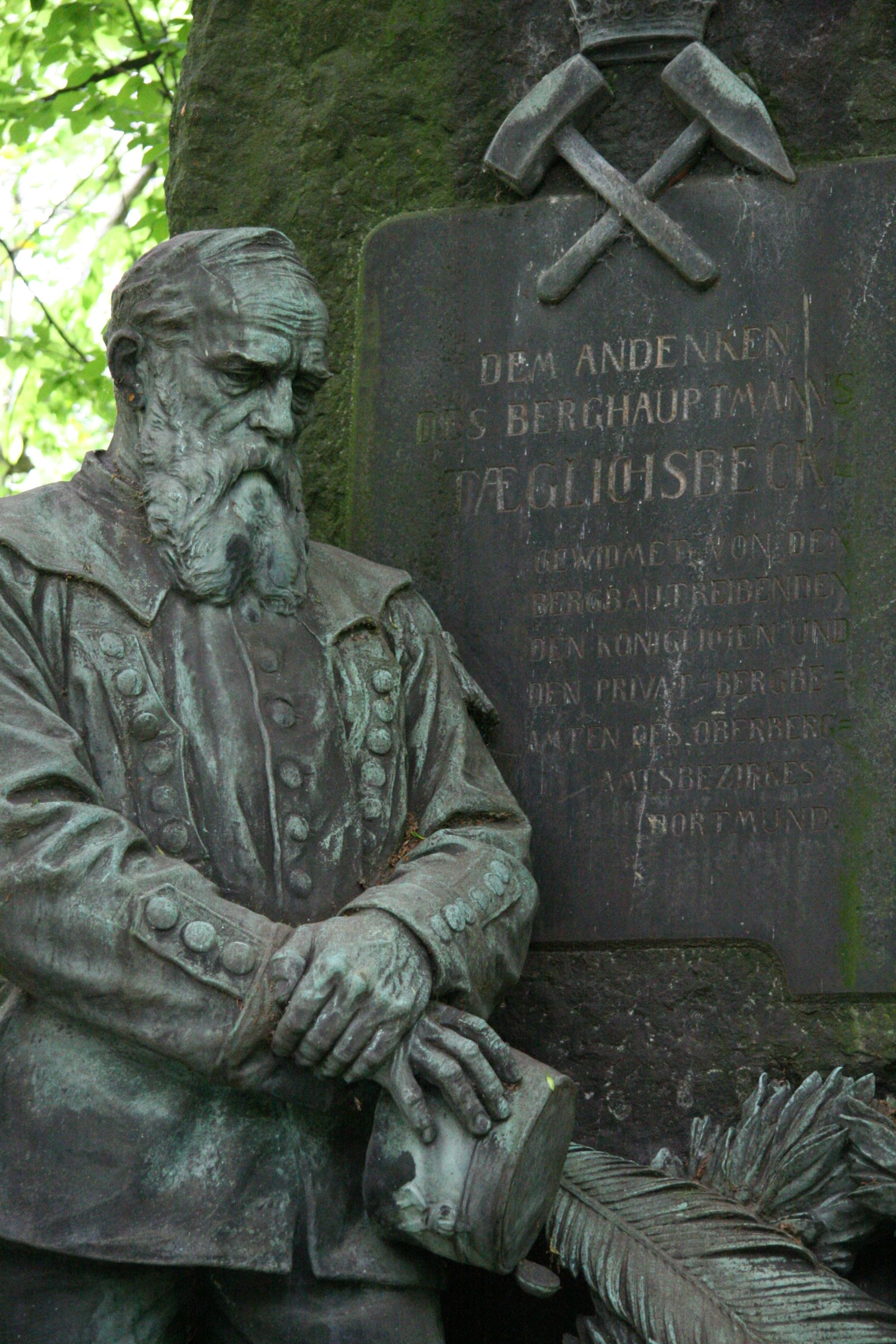
Grabmal des Otto Taeglichsbeck von Clemens Buscher

Der Dortmunder Ostenfriedhof (auch Ostfriedhof oder Ostpark genannt) ist ein 1876 angelegter Friedhof und eine parkähnliche Grünanlage im Dortmunder Stadtbezirk Innenstadt-Ost.
Viele berühmte Bürger der Stadt sind auf dem innenstadtnahen, ca. 16 Hektar großen Friedhof an der Robert-Koch-Straße beigesetzt. Alte Gräber mit kunstvollen Grabmalen zeugen von begüterten Familien, die hier ihre letzte Ruhestätte gefunden haben. Zahlreiche Grabskulpturen stammen von dem jüdischen Bildhauer Benno Elkan. Der historische Teil des Friedhofs mit Baumbestand und Wegeführung, die Einfriedung, ein Tor, Brunnen, die Trauerhalle, ein Toilettenhaus, das Verwaltergebäude sowie 362 Einzelgrabdenkmäler sind als Baudenkmal in die Denkmalliste der Stadt Dortmund eingetragen.
Der Ostenfriedhof ist heute Teil der Route der Industriekultur.

## Geschichte

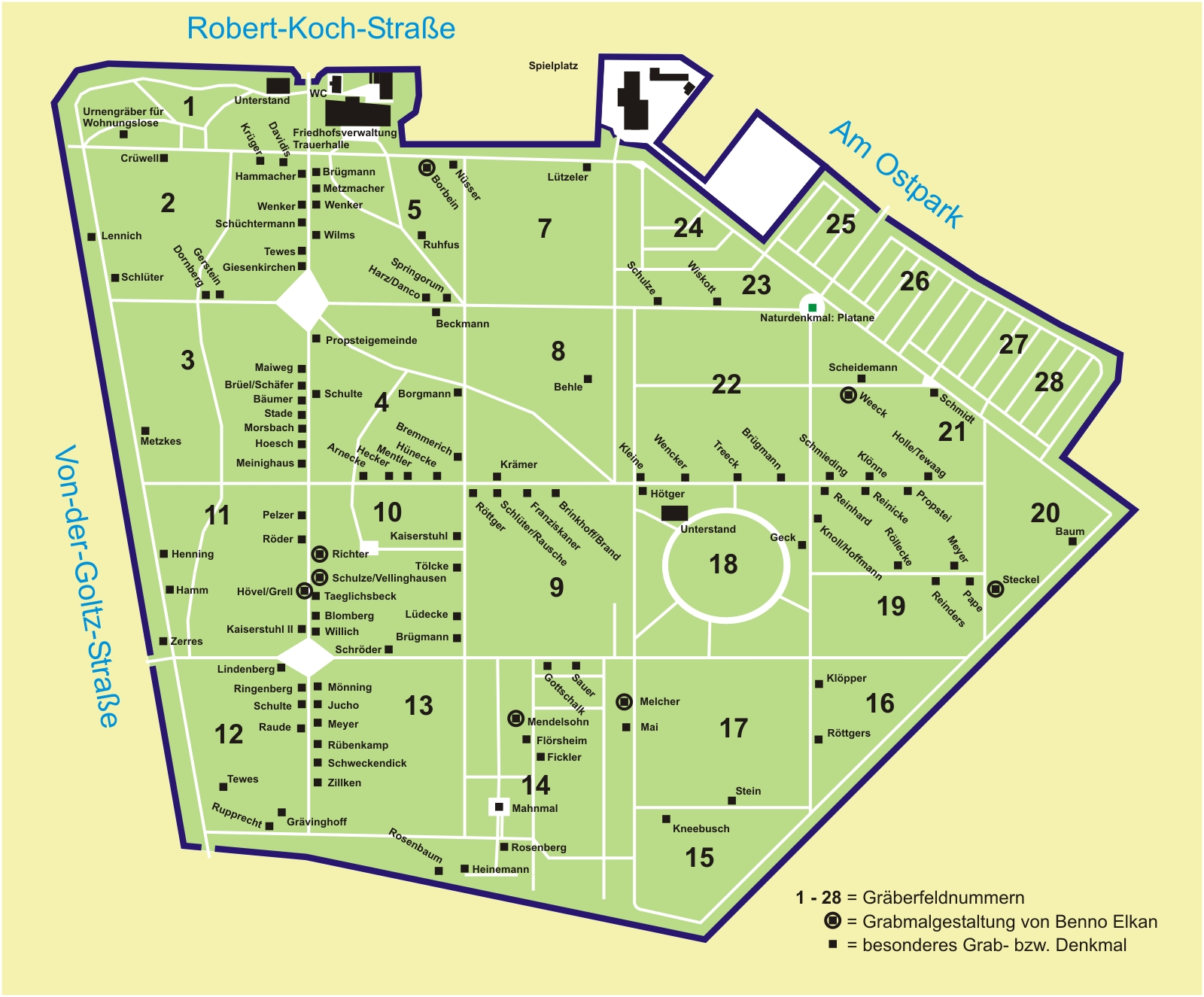
Lageplan

Der Ostenfriedhof in Dortmund wurde 1876 als zweiter städtischer Friedhof nach dem „Westentotenhof“, dem heutigen Westpark, eingerichtet. Diese zweite Friedhofsanlage steht im Zusammenhang mit dem rapiden Bevölkerungswachstum im Zuge der Industrialisierung des Ruhrgebiets. Während bei der Gründung des Westentotenhofs 1811 etwa 4.000 Menschen in Dortmund lebten, waren es 1876 über 50.000. Die erste Beisetzung fand am 1. April 1876 statt.
Es wurde jeweils auf zwei Feldern, selten auf drei Feldern gleichzeitig beigesetzt. Die ältesten Gräber sind in den Feldern 2 und 5 zu finden. Im Jahre 1898 sind erstmals Beisetzungen auf dem Feld 14 verzeichnet, was bedeutet, dass seit dieser Zeit die jüdische Abteilung des Friedhofs besteht. 1912 wurde die Anlage des Hauptfriedhofs und damit die Umgestaltung des Ostenfriedhofs in eine Parkanlage beschlossen. Vor allem durch den Ersten Weltkrieg wurde dieses Projekt verzögert und erst 1921 fand die erste Beisetzung auf dem Hauptfriedhof statt. Mit diesem Tag wurde der Ostenfriedhof wie auch der Südwest- und der Nordfriedhof für Beisetzungen in Reihe geschlossen. Die Beisetzungen in Familien- und Erbgruften blieben gestattet.
Der Ostenfriedhof erlitt während des Zweiten Weltkriegs schwere Zerstörungen und wurde zeitweilig für jeglichen öffentlichen Verkehr gesperrt. Durch Vandalismus in der Zeit des Nationalsozialismus und schwere Bombentreffer war vor allem der jüdische Friedhof stark beschädigt. Die zerstörte und erst 1949 wiederhergestellte Einfriedung begünstigte noch in der Nachkriegszeit weiteren Vandalismus, etwa durch Bronzediebstahl. Die Wiederaufbauarbeiten verliefen aus Mangel an Personal und Material schleppend und dauerten bis in die fünfziger Jahre an.
Zwischen 1950 und 1955 wurde der Ostenfriedhof um die Grabfelder 24 bis 28 erweitert und es wurden seitdem wieder mehr Beisetzungen vorgenommen.

## Jüdischer Teil des Ostenfriedhofs
Den Toten

der

Jüdischen Gemeinde

Dortmund

1933-1945

Im Angesicht Gottes

eingedenk ihrer Lieben

mussten sie ihr Leben lassen

für den Glauben ihrer Väter

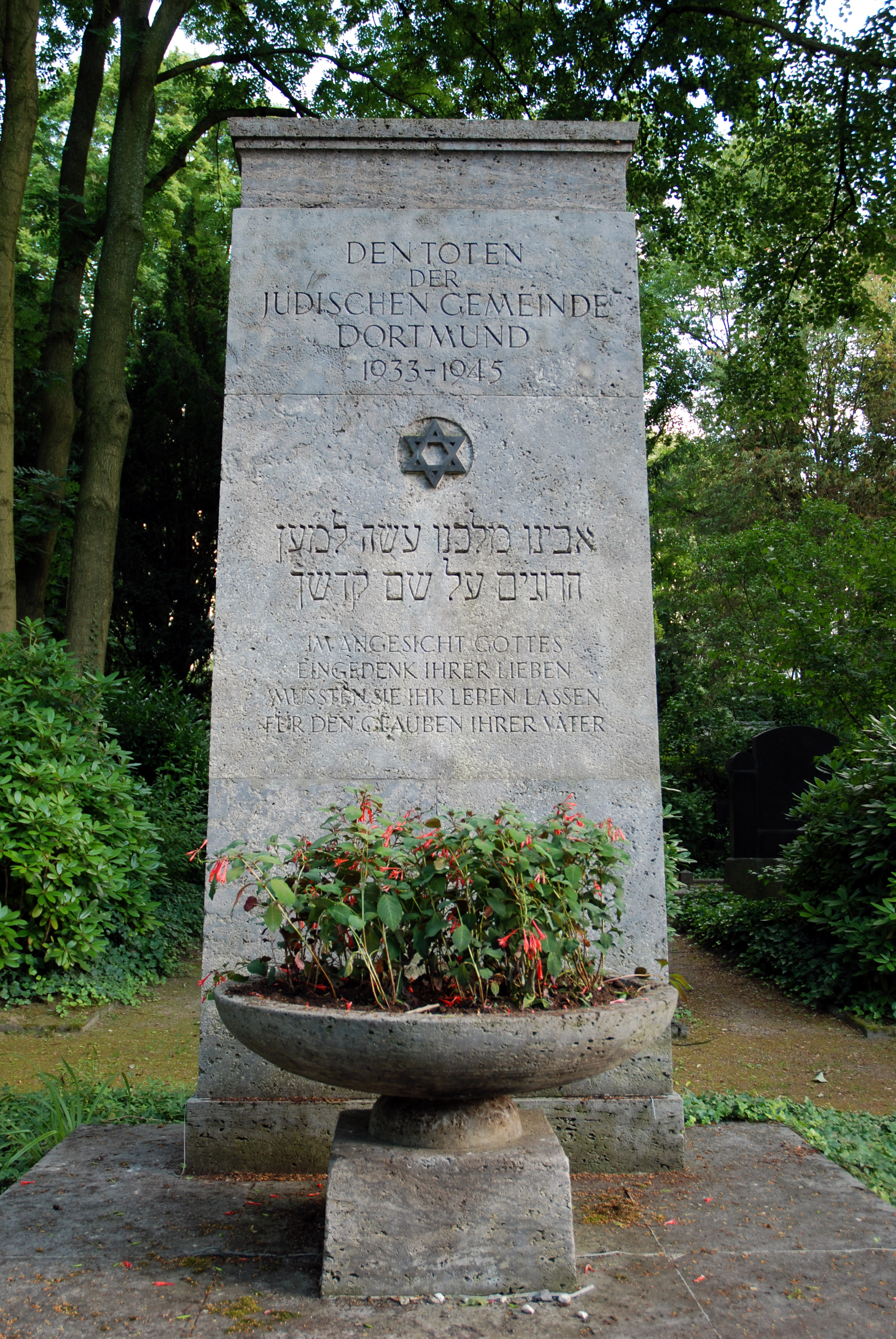
Mahnmal für die jüdischen Opfer des NS-Regimes

Feld 14 wurde gemäß Bestattungsregister seit 1898 als jüdischer Teil des Friedhofs genutzt, wobei das Feld 14a den Erwachsenen und das Feld 14b den Kinderbestattungen vorbehalten war. Die Gruften befanden sich entlang der Wege. Die Bombenangriffe des Zweiten Weltkriegs zerstörten insbesondere diesen Teil des Friedhofs schwer. Drei direkte Bombentreffer wurden auf dieser verhältnismäßig kleinen Fläche registriert. Was die Bomben verschonten, wurde durch Plünderer geraubt oder zerstört. Im Zuge der Wiedergutmachung verpflichtete sich die Stadt Dortmund nach 1945 den jüdischen Friedhofsteil zu sanieren. Bombentrichter wurden beseitigt, die beiden Reihenfelder eingeebnet, Rasen ausgesät und eine neue Wegeanlage angelegt. Für die Dortmunder jüdischen Glaubens, die Opfer des nationalsozialistischen Regimes wurden, wurde ein Denkmal mit nebenstehender Inschrift errichtet.
Jüdische Bestattungen wurden auf dem Ostfriedhof ab 1936 eingeschränkt und 1943 eingestellt. Auch nach 1945 fanden hier keine jüdischen Bestattungen mehr statt; für sie wurde ein separates Areal des Hauptfriedhofs reserviert.

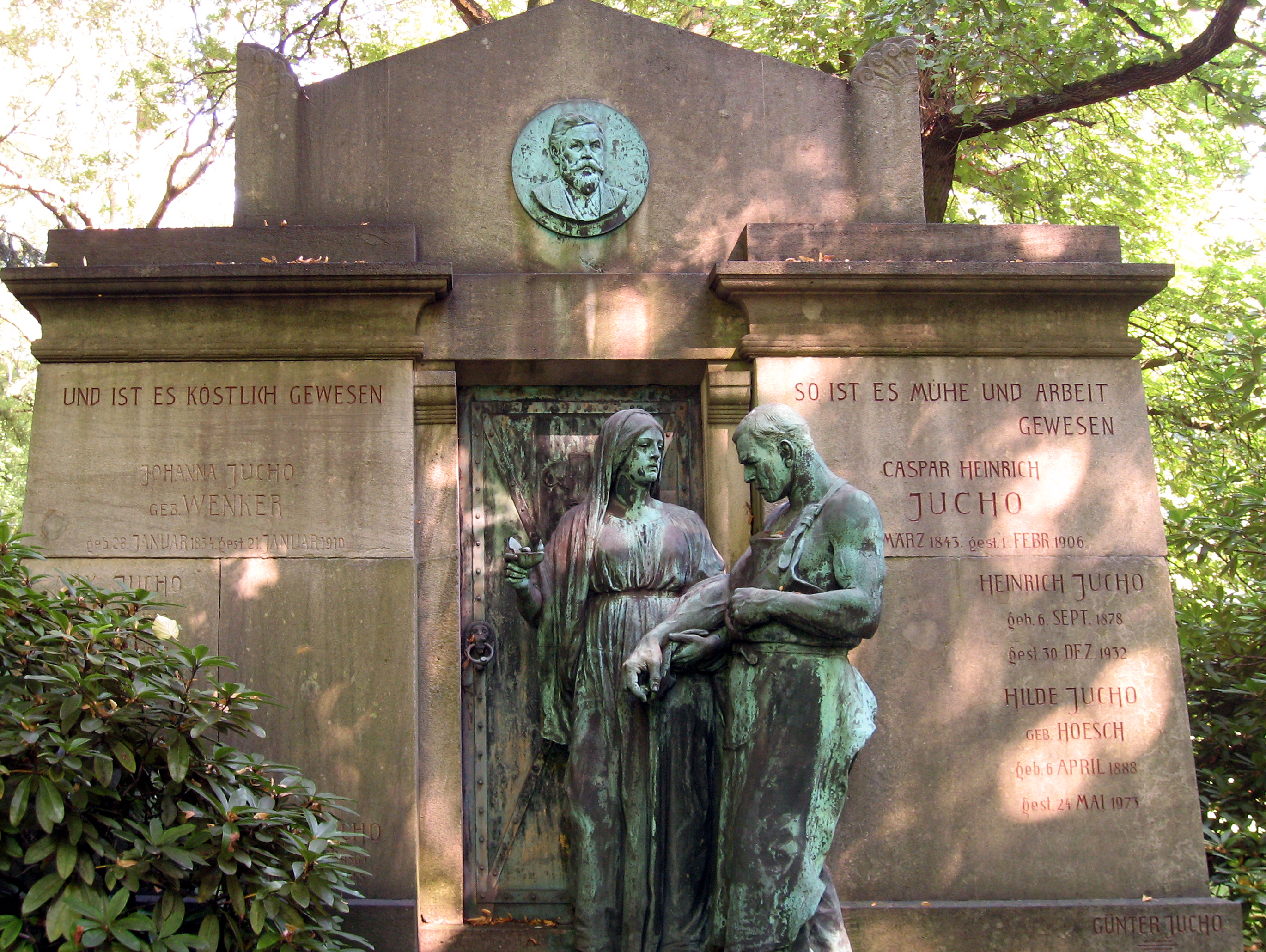
Familiengrab Stahlbauunternehmer Jucho

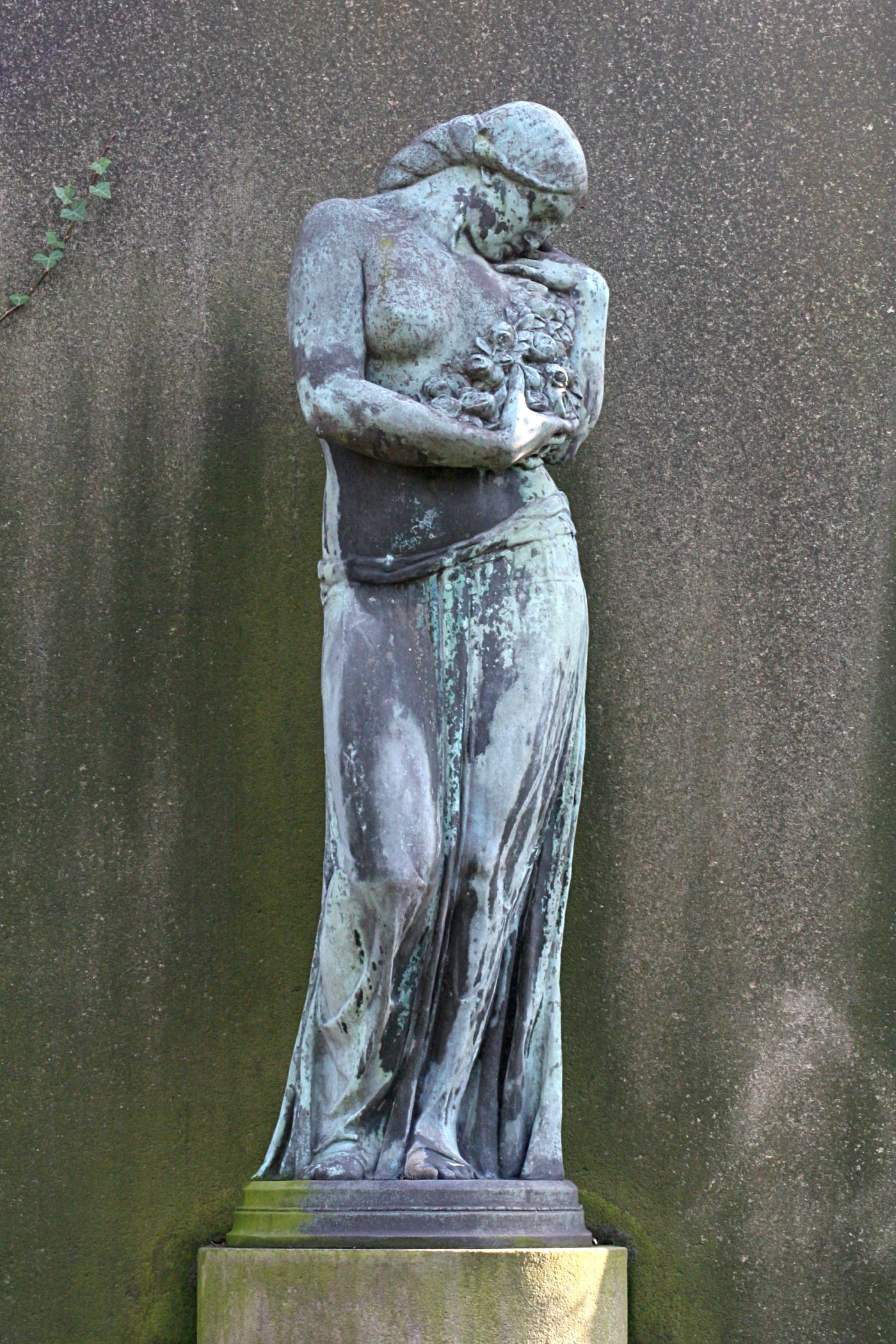
„Persephone“, Grabskulptur von Benno Elkan

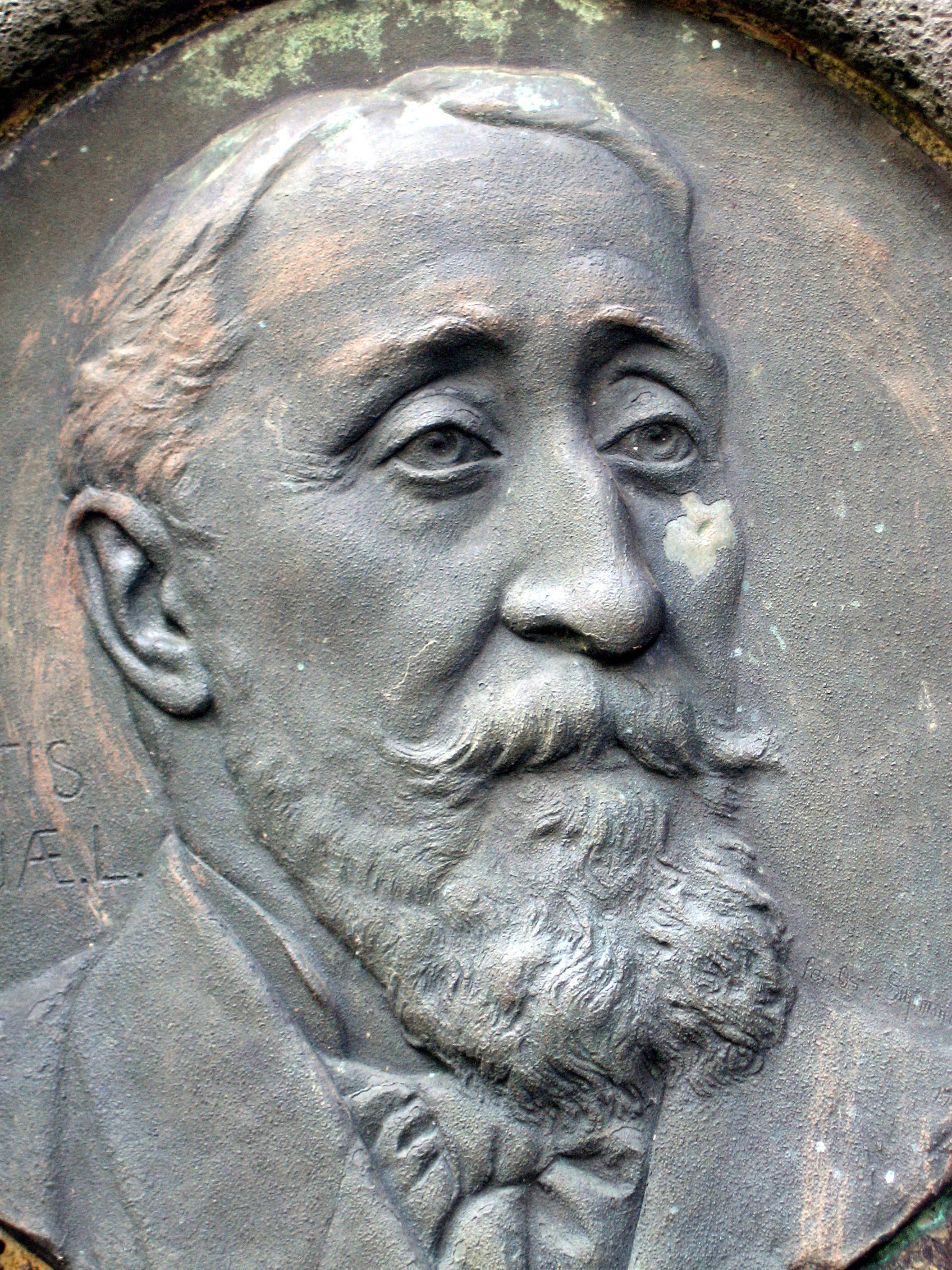
Relief auf dem Grabmal von Fritz Geck

Aplerbeck |
Dorstfeld |
Hauptfriedhof |
Hörde |
Lütgendortmund |
Mengede |
mittelalterlich |
Ostenfriedhof |
Wickede

## Bedeutende Persönlichkeiten und Grabstätten
Im umliegenden Wohngebiet des Ostenfriedhofs lebten zur Gründungszeit viele Familien, die eine bestimmende Rolle in Industrie und Wirtschaft der Stadt spielten. In der Hochphase der Montanindustrie erwarben diese Familien große Vermögen, was sich in den eindrucksvollen Grabanlagen widerspiegelt.
Direkt hinter dem Eingang rechts liegt das Grab von Henriette Davidis, die zu den ersten und erfolgreichsten Kochbuchautorinnen in Deutschland gehörte.
Eine andere bedeutende Dortmunderin, die Frauenrechtlerin und Schulbegründerin Marie Reinders, ist im Gräberfeld 19 im westlichen Teil des Friedhofs bestattet.
Vom Haupteingang an der Robert-Koch-Straße 35 führt eine der Hauptachsen des Friedhofs Richtung Süden. Die Gründergeneration der Familie Hoesch, lange Eigentümer eines der größten deutschen Stahlunternehmen, ist hier beerdigt. Der Entwurf für das Grab des bedeutenden Bauunternehmens Caspar Heinrich Jucho (Feld 13) stammt von der Pariser Weltausstellung von 1898. Eines der letzten erhaltenen gusseisernen Grabmale in Westfalen ist die Gruft der Familie Bäumer mit Schmiedearbeiten im Jugendstil (Feld 3).
Zwei Gedenkstätten erinnern an große Schlagwetterexplosionen in Dortmund. Am 19. August 1893 kamen 61 Bergleute auf der Zeche Kaiserstuhl I ums Leben. 48 dieser Bergleute wurden neben einem großen Gedenkstein unter eisernen Stelen mit Namenstafeln beerdigt (Feld 10). Am 22. Dezember 1897 folgte eine weitere große Explosion auf der gleichen Zeche, diesmal bei Schacht II, bei der 19 Bergleute ums Leben kamen. Das Denkmal in Form einer großen Steinplatte findet sich in Feld 11.
Eine weitere Gedenkstätte erinnert an die jüdischen Opfer des Nationalsozialismus. Neben einem zentralen Denkmal findet sich eine Reihe mit Ketten verbundener Steine, die die Namen verschiedener Konzentrationslager tragen.
Einige der Grabdenkmäler wurden von dem aus Dortmund stammenden jüdischen Künstler Benno Elkan gestaltet.

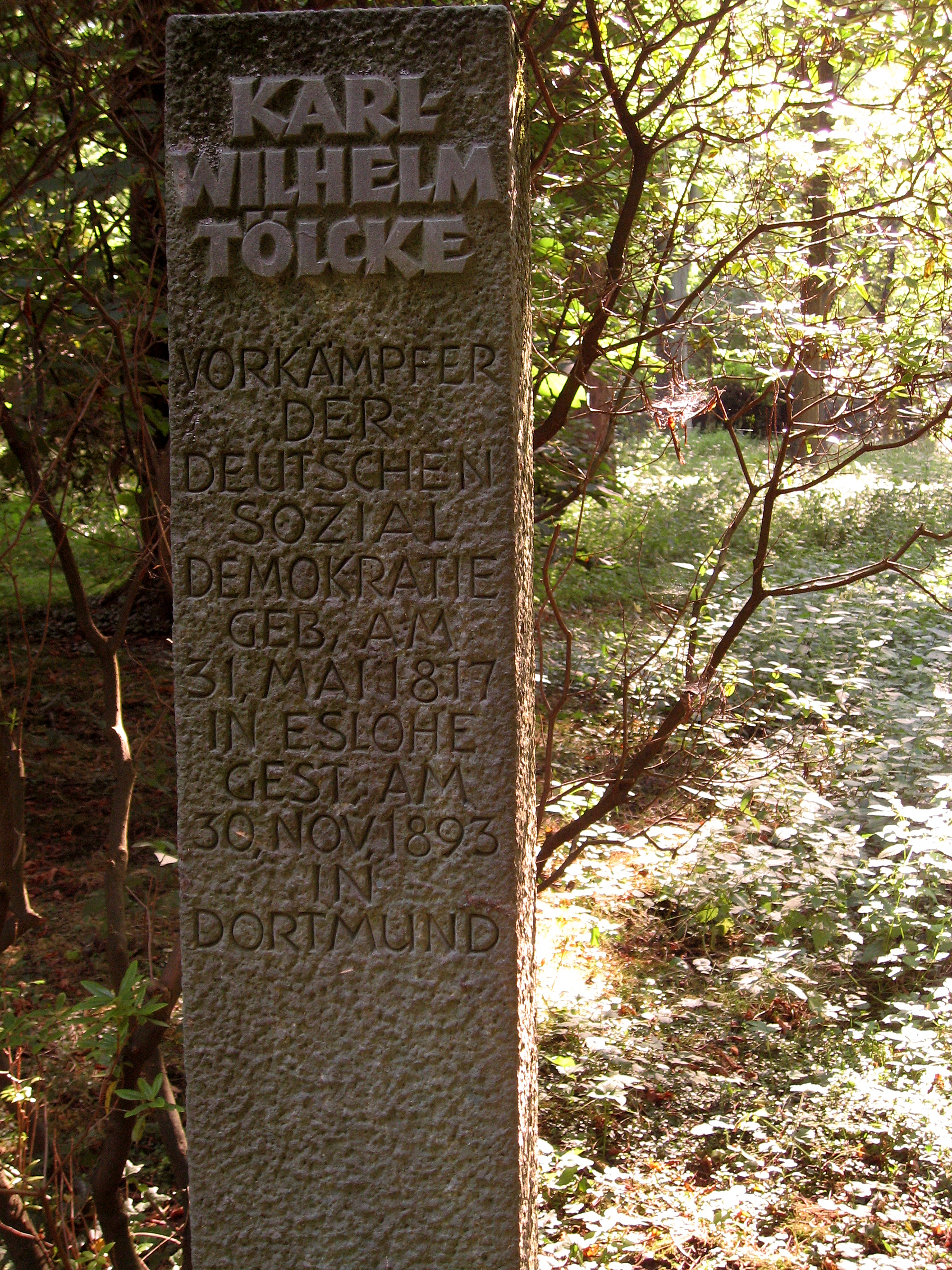
Gedenkstein für Carl Wilhelm Tölcke

Ein Gedenkstein neben dem Mahnmal für die Zechentoten erinnert an Carl Wilhelm Tölcke, einen der Vorkämpfer des 1863 von Ferdinand Lassalle gegründeten Allgemeinen Deutschen Arbeitervereins. Sein Grab ist nicht erhalten.
Weitere herausragende Grabstätten:
- Fritz Brinkhoff (1848–1927); Braumeister
- Familie Wilhelm Brügmann; Unternehmer und Dortmunder Bürgermeister; Feld 21
- Familie Crüwell; Verleger; Feld 2
- Bernhard Hoetger; Bildhauer, Maler und Architekt des Expressionismus; Feld 18
- Ludwig Holle; preußischer Staatsminister; Feld 21
- Familie Kleine (Eduard Kleine, Geheimer Bergrat, Ehrenbürger, 1837–1914; Eugen Kleine, Bergrat, Direktor der Harpener B.A.G. 1867–1928; Paul Kleine, Landgerichtsdirektor, 1871–1941 unter anderem)
- Familie August Klönne; Unternehmer; Feld 21
- Familien Kortenacker/Röllecke; Bauunternehmer; Feld 19
- Familie Krüger; Buchhändler und Verleger; Feld 2
- Bruder Jordan Mai (1866–1922); Franziskaner, wurde 1950 in die Franziskanerkirche umgebettet; Feld 14
- Otto Rupprecht (1855–1902), Generalsekretär der Nationalliberalen Partei für Westfalen
- Familie Wilhelm Schmieding: Dortmunder Bürgermeister; Feld 21
- Familie Heinrich Schüchtermann; Fabrikant und Ehrenbürger; Feld 2
- Familie Schulze; Architekten; Feld 23
- Familie Friedrich Springorum; Industrieller; Feld 5
- Otto Taeglichsbeck (1838–1903); Berghauptmann und Direktor des Oberbergamtes Dortmund; Feld 10
- Carl Tewaag; Stadtpolitiker und Ehrenbürger; Feld 21
- Albert Schulze-Vellinghausen (1905–1967); Kritiker, Buchhändler, Übersetzer, Stifter der Sammlung moderner Kunst an der Ruhr-Universität Bochum

## Skulpturen und Grabmale von Benno Elkan
- Wandelnde, 1904
- Kauernde, 1905
- Auferstehung, 1905

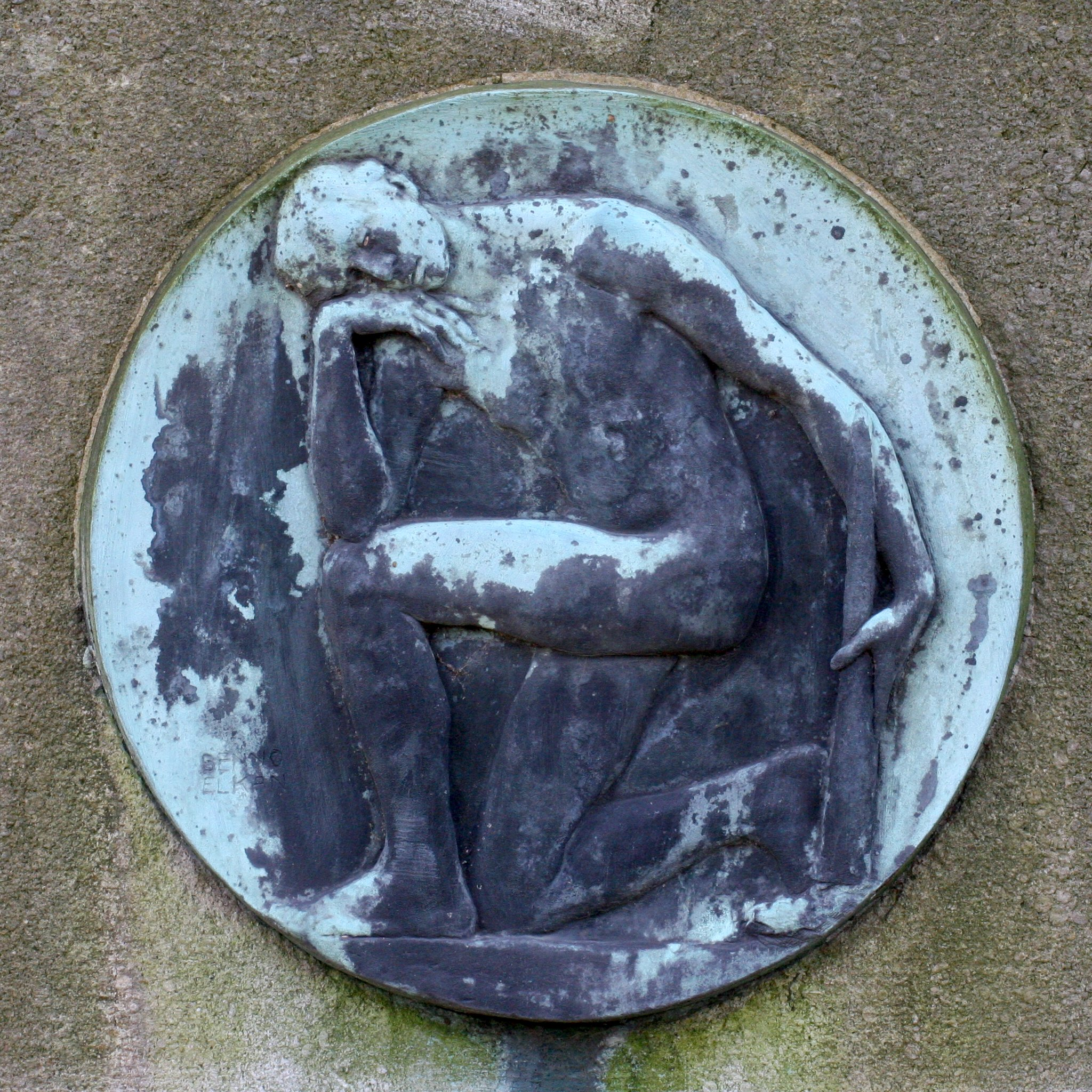
Benno Elkan: Kniender Mann mit erloschener Fackel

- Sitzender, Flöte spielender Knabe, 1906
- Grabmal Familie Melcher, 1908
- Persephone, 1908
- Todesgang, 1910
- Kniender Mann mit erloschener Fackel, 1910
- Ruhende, 1910 (verschollen)